# Bellwood (Illinois)
Bellwood ist ein Ort im Proviso Township im Cook County, Illinois, Vereinigte Staaten. Der Ort liegt etwa 21 Kilometer vom Chicago Loop entfernt und wird südlich vom Eisenhower Expressway, nördlich von den Proviso Bahnhöfen der Union Pacific Railroad und im Osten von den Vorstädten Maywood und Hillside sowie im Westen von Berkeley eingeschlossen. Das U.S. Census Bureau hat bei der Volkszählung 2020 eine Einwohnerzahl von 18.789 ermittelt.

## Geschichte
Bellwood wurde am 21. Mai 1900 gegründet.

## Geografie
Laut der Erhebung des Jahres 2000 wies der Ort eine Landfläche von 6,22 Quadratkilometern auf.

## Demografie
Laut der Volkszählung des Jahres 2000 lebten 20.535 Menschen in 6440 Haushalten und 5100 Familien im Ort. Die Bevölkerungsdichte betrug 3317,4 Einwohner pro Quadratkilometer. Im Ort gab es 6683 Häuser mit einer durchschnittlichen Dichte von 1079 Häusern pro Quadratkilometer.
In den 6440 Haushalten lebten in 39,2 % der Fäller Kinder unter 18 Jahren. 47 % waren verheiratete Paare, die zusammenlebten. 25,9 % hatten einen weiblichen Haushaltsvorstand ohne Ehemann und 20,3 % waren keine Familien. 17,5 % aller Haushalte waren Singlehaushalte, 6 % der Alleinstehenden war 65 Jahre oder älter. Die durchschnittliche Haushaltsgröße war 3,18 und die durchschnittliche Familiengröße 3,57.
30,5 % der Bevölkerung war unter 18 Jahre alt, 9,7 % waren 18 bis 24 Jahre alt, 28,7 % waren 25 bis 44 Jahre alt, 23,2 % waren 45 bis 64 Jahre alt und 7,9 % waren älter als 65 Jahre. Der Median lag bei 32 Jahren. Auf 100 weibliche Einwohner kamen 88 männliche; auf 100 Frauen, die älter als 18 Jahre waren, kamen 83,5 Männer.
Der Median des Einkommens lag bei USD 52856 und der Median lag für Familien bei USD 57037. Das Pro-Kopf-Einkommen lag bei USD 19420. Etwa 5,9 % der Familien und 7,2 % der Gesamtbevölkerung lagen unterhalb der Armutsgrenze.

## Bekannte Einwohner
- Lee J. Archambault, NASA-Astronaut
- Eugene Cernan (1934–2017), NASA-Astronaut, Kommandant der Apollo-17-Mission, wuchs in Bellwood auf
- Robert Covington (* 1990), Basketballspieler, in Bellwood geboren

## Söhne und Töchter
- Brandon Watkins (* 1981), Basketballspieler